# Попови езера
Попови езера (до 14 юли 1988 г. Папазгьолски езера) е най-големите езерни групи в Пирин, разположена в големия Поповоезерен циркус. Според по-широкото схващане тя включва 16 езера, свързани помежду си в речна система, даваща началото на река Ретиже (десен приток на Места). Това включва Поповите езера (3 броя), в т.ч. Поповото езеро (най-голямото и най-дълбокото в Пирин), Банските езера (7 броя), Рибните Попови езера (6 броя), Полежанските (включително Горното Полежанско езеро, най-високото в Пирин) и Самодивските езера. Според по-тясното схващане обаче Попови езера се наричат само първите три групи, които са разположени в непосредствена близост една до друга.
Средната им надморска височина е около 2200 метра, а дължината на заеманата от тях територия е километър и половина. Водата е сравнително топла с температура между 11 и 14 градуса и леко минерализирана. Около езерата се издигат някои от най-забележителните върхове в Пирин – Полежан, Джангал, Сиврия, Кралев двор.
Банските езера или (Баненски езера) са две, както и пет пресъхващи. Разположени са до самия склон на връх Дженгал в тревиста околност. По-високото, което се намира на височина 2208 метра, е по-голямо. Размерите му са 125 на 120 метра, а площта – 9,5 декара. Дълбочината му е незначителна. То има форма на листо и в него се спуска стръмен поток от Долното Полежанско езеро, който представлява началото на река Ретиже. Второто езеро е малко и елипсовидно – с площ 1,2 дка и размери 50 на25 метра. Намира се само на метър под горното. Водата и в двете езера е топла и са приятни за къпане, поради което са наречени бански. От тях изтича малък поток, ляв приток на река Ретиже. Покрай езерата минава маркирана пътека от хижа Демяница през седловината Самодивска порта за хижа Безбог.
Езерата, които се намират по горното течение на река Ретиже и които понякога са наричани Рибни, не са изследвани подробно. Те са 6, разположени терасовидно едно под друго. Най-горното е най-голямо с размери около 125 на 80 метра и площ около 6 декара. Има дъговидна форма с изпъкнала част на дъгата към Поповото езеро. За него е характерно, че половината от повърхността му е заета от плаващи по нея цветя и тревисти растения. Захранва се от два основни потока, осеян с малки водопади, първият спускащ се от Поповото езеро, а вторият – от Второто Банско едзеро. Височината му е 2196 метра. На 10 метра по-ниско и на около 30 метра разстояние в североизточна посока е Долното Рибно езеро. Реката се спуска в него с красив водопад. Това малко езеро е обградено от клек. Площта му не е много над декар, а дълбочината му е около 2 метра. От него реката отново се спуска с водопад, след което се съединява с малък поток, наречен Полежанска вода и се успокоява. Останалите четири езера са плитки, малки (само едно е голямо над 2 декара), разположени без изключение по течението на реката на височина от 2100 до 2150 метра.
Същинските Попови езера са 3 броя. Освен Голямото Попово езеро има още две много по-малки, разположени северно и южно от него. Северното езеро е на 35 m на север, на 2247 m н.в., а южното е малко по-голямо, разположено на 200 m на юг от Голямото Попово езеро и на 2269 m н.в. През лятото то много често пресъхва. И двете езера чрез къси потоци се оттичат в Голямото Попово езеро.

## Галерия
- Снимки на Поповите езера
- Най-горното от Рибните Попови езера
- Второто Рибно Попово езеро